# Onowaembo (Gunungsitoli Idanoi)
Onowaembo is een bestuurslaag in het regentschap Gunungsitoli van de provincie Noord-Sumatra, Indonesië. Onowaembo telt 1139 inwoners (volkstelling 2010).